# Середина життя
«Середина життя» — радянський двосерійний телефільм 1976 року, знятий режисером Ольгердом Воронцовим на Свердловській кіностудії.

## Сюжет
Телефільм за мотивами п'єси Г. Бокарєва «Випробування». Інженер НДІ автоматики Юсупов, керівник проєкту, якось приходить до висновку, що його проєкт застарів. Герой знаходить інше, справді новаторське рішення і починає роботу наново, хоча далеко не всі згодні з його сміливим рішенням.

## У ролях
- Тетяна Лаврова — Алла Раскатова
- Леонід Дьячков — Дмитро Юсупов
- Веніамін Смєхов — Денис Єрамішев
- Лариса Пашкова — Єлизавета Прокопівна Раскатова, мати Алли
- Микола Волков — Вікентій Семенович Алтухов, артист на пенсії, друг Єлизавети Прокопівни
- Наталія Стриженова — Катя Соколова, інженер
- Сергій Колесников — Ігор, інженер
- Опанас Кочетков — Аркадій Миколайович Сухобоков, працівник заводу
- Федір Одиноков — Ілля Опанасович Чумачов, працівник заводу
- Людмила Арініна — Степанова, начальник Юсупова
- Ігор Поляков — Антон Григорович, оператор 5-го розряду
- Олександр Брухацький — Василь, оператор 5-го розряду
- Юрій Аксентій — Степан, робітник
- Любов Іванська — стюардеса
- Катерина Ляхова — епізод
- Тетяна Новицька — диспетчер
- Ніна Енгель-Утіна — чергова у готелі
- Борис Кордунов — Сергій Васильович, колега Юсупова
- Віктор Кічігін — епізод
- Людмила Абрамова — епізод

## Знімальна група
- Режисер — Ольгерд Воронцов
- Сценаристи — Ольгерд Воронцов, Едгар Дубровський
- Оператор — Анатолій Лєсніков
- Композитор — Едуард Артем'єв
- Художник — Борис Добровольський